# Житомирська Сарра Володимирівна
Са́рра Володи́мирівна Жито́мирська (рос. Сарра Владимировна Житомирская; 1916, м. Черкаси — 2002, м. Москва) — російський історик, літературознавець, архівіст, кандидат історичних наук. Автор спогадів «Просто життя».

## Біографічні відомості
1940 року закінчила історичний факультет Московського університету.
Працювала завідувачем відділу рукописів Державної бібліотеки імені Леніна в Москві.